# عملية دونامونده
عملية دونامونده (بالألمانية: Dünamünde Aktion) كانت واحدة من عمليات الإعدام الجماعي التي نُفذت خلال الهولوكوست في لاتفيا المحتلة من قبل ألمانيا النازية. جرت العملية في منتصف شهر مارس عام 1942، حيث قُتل أكثر من 1,900 يهودي من أصل ألماني ونمساوي، والذين تم ترحيلهم سابقًا إلى حي الغيتو في ريغا.

## الخلفية
في خريف عام 1941، تم ترحيل الآلاف من اليهود من ألمانيا والنمسا وتشيكوسلوفاكيا إلى منطقة الشرق العام (Ostland) التي كانت تحت الاحتلال النازي. وُضع العديد منهم في الغيتو الذي تم إنشاؤه في ريغا. خلال مذبحة رمبولا في نوفمبر وديسمبر 1941، تم قتل معظم يهود ريغا المحليين لإفساح المجال لهؤلاء اليهود المرحّلين. لكن الظروف في الغيتو ظلت قاسية للغاية، وقرر النازيون تصفية جزء من سكان الغيتو الجدد في ربيع عام 1942.

## تنفيذ العملية
في منتصف شهر مارس عام 1942، انتشرت إشاعات داخل الغيتو عن "إعادة توطين" في بلدة خيالية تُدعى "دونامونده"، والتي زُعم أنها تقع بالقرب من البحر وتوفر ظروفًا معيشية أفضل. قيل للسكان إن المتطوعين للانتقال سيُمنحون وظائف خفيفة وظروفًا أفضل.
ما بين 15 و17 مارس، تم اختيار نحو 1,900 يهودي من كبار السن والنساء والأطفال، ونُقلوا من الغيتو إلى غابة بيكيرنيكي القريبة. هناك، تم قتلهم رميًا بالرصاص من قبل وحدات إس إس وشرطة النظام، بمساعدة من المتعاونين المحليين. لم تكن هناك أي "دونامونده"؛ الاسم استخدم كخدعة لتهدئة الضحايا وضمان عدم مقاومتهم.

## التبعات
مثّلت عملية دونامونده بداية نهج أكثر تنظيمًا في تصفية الغيتوات في دول البلطيق. كما أنها كانت نموذجًا لعمليات لاحقة استخدم فيها النازيون الخداع لإبقاء الضحايا هادئين حتى لحظة قتلهم.